# Cantone di Montluçon-3
Il Cantone di Montluçon-3 è una divisione amministrativa dell'arrondissement di Montluçon.
È stato costituito a seguito della riforma approvata con decreto del 27 febbraio 2014, che ha avuto attuazione dopo le elezioni dipartimentali del 2015.
Comprende parte della città di Montluçon e i seguenti 14 comuni:
- Arpheuilles-Saint-Priest
- La Celle
- Durdat-Larequille
- Marcillat-en-Combraille
- Mazirat
- Néris-les-Bains
- La Petite-Marche
- Ronnet
- Saint-Fargeol
- Saint-Genest
- Saint-Marcel-en-Marcillat
- Sainte-Thérence
- Terjat
- Villebret